# Elsa Fridh
Elsa Gudrun Fridh, född 28 juli 1908 i Kristianstad, död där 6 juni 1974, var en svensk teckningslärare och målare.
Hon var dotter till packmästaren Bernhard Fridh och Anna Lindskoog. Fridh studerade vid Tekniska skolan i Stockholm 1932–1934 samt under studieresor till Frankrike, Italien och USA. Hon var därefter verksam som teckningslärare i Kristianstad Högre allmänna läroverk. Hon genomförde ett stort antal utställningar i Kristianstad. Hennes konst består av landskap och blommor i olja eller akvarell.